# Winburg
Winburg este un oraș din Africa de Sud.